# Faveraye-Mâchelles
Faveraye-Mâchelles é uma ex-comuna francesa na região administrativa da Pays de la Loire, no departamento de Maine-et-Loire. Estendeu-se por uma área de 18,6 km². Em 2010 a comuna tinha 647 habitantes (densidade: 34,8 hab./km²).
Em 1 de janeiro de 2016 foi fundida com as comunas de Thouarcé, Champ-sur-Layon, Faye-d'Anjou e Rablay-sur-Layon para a criação da nova comuna de Bellevigne-en-Layon.